# Cordilheira Wyoming

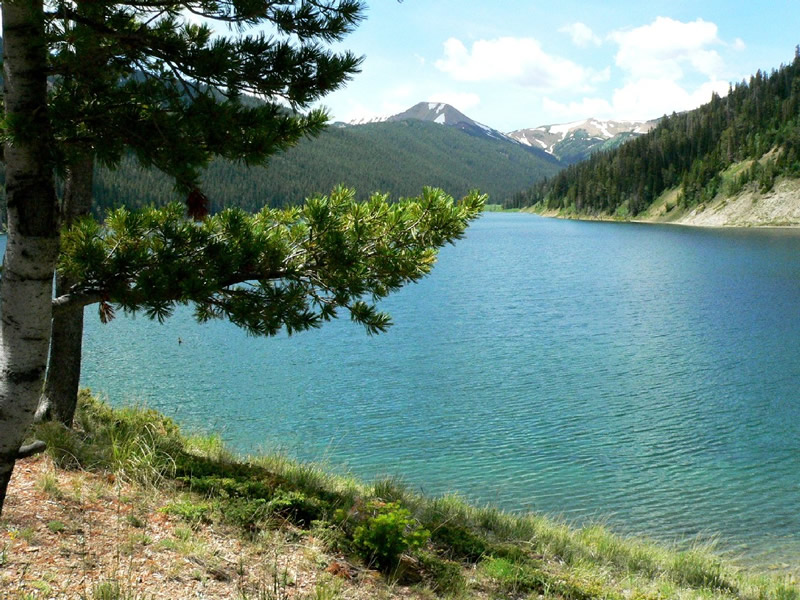
O Lago Middle Piney, localizado na cordilheira. Ao fundo, pode-se ver o Pico Wyoming.

A Cordilheira Wyoming é uma cadeia de montanhas localizada no centro-oeste do Wyoming. Faz parte das Montanhas Rochosas, uma grande cordilheira que passa por todo estado do Wyoming, e vai do Canadá até o estado do Novo México, no sudoeste estadunidense. Seu pico mais alto localiza-se é Pico Wyoming, que possui uma altura de 3 463 metros acima do nível do mar. A cordilheira ocupa uma de área de 9 187 quilômetros quadrados, incluindo partes baixas.